# Naturaleza muerta remixes
Naturaleza muerta remixes è un album dei Fangoria che raccoglie i principali remix eseguiti da diversi artisti per le canzoni pubblicate come singolo dall'album Naturaleza muerta del gruppo spagnolo, pubblicato nel 2001.
L'album è stato pubblicato per l'etichetta Subterfuge.

## Tracce
| #   | Titolo                                           | Remixata da   |
| --- | ------------------------------------------------ | ------------- |
| 1.  | "No sé qué me das" (Lost remix)                  | + de lo Mismo |
| 2.  | "No sé qué me das" (Dub artificial remix)        | Milinko       |
| 3.  | "No sé qué me das" (Me vuelvo crazy remix)       | Moli          |
| 4.  | "Eternamente inocente" (Éramos tras/perfectos)   | Javier García |
| 5.  | "Eternamente inocente" (Quiero ser inocente)     | Acting Out    |
| 6.  | "Eternamente inocente" (Remix trasparente)       | Varón Dandy   |
| 7.  | "Eternamente inocente" (Eternamix)               | Chino Torres  |
| 8.  | "Eternamente inocente" (Remezcla del bosque)     | Rudiguer      |
| 9.  | "Hombres"                                        | Carlos Jean   |
| 10. | "Hombres"                                        | MM            |
| 11. | "Hombres"                                        | Spunky        |
| 12. | "Más que una bendición" (Incursión mental remix) | Javier García |
| 13. | "Más que una bendición" (Subjetive Sound remix)  | Alfredo López |
| 14. | "Más que una bendición" (K remix)                | Betelgeuse    |